# Peggy Zina
Peggy Zina (Πέγκυ Ζήνα), född 8 mars 1975 i Aten, Grekland som Panagiota Kalliopi Hrisikopulu, är en grekisk sångerska/låtskriverska. Hon debuterade som sångerska 1995 med det självbetitlade albumet Peggy Zina. Hon har släppt tio kommersiella album. Det senaste med titeln Trekse och den släpptes 2007. Den sålde platina efter sex veckor.